# Zbigniew Banaszak
Zbigniew Banaszak (ur. 15 lutego 1948 w Łodzi) – polski naukowiec, twórca szkoły naukowej deklaratywnych modeli dyskretnych systemów zdarzeniowych. Od 2009 r. jest redaktorem naczelnym czasopisma Manufacturing and Production Engineering Review – jednego z najważniejszych krajowych czasopism z zakresu inżynierii produkcji. Jako autor lub współautor opublikował 16 książek oraz ponad 400 artykułów naukowych. Profesor na Politechnice Koszalińskiej.

## Życiorys
Zbigniew Banaszak urodził się 15 lutego 1948 roku w Łodzi. Studia wyższe odbył w latach 1968–1973 na Wydziale Elektroniki Politechniki Wrocławskiej. Stopień doktora nauk technicznych nadała mu w 1977 roku Rada Naukowa Instytutu Cybernetyki Technicznej (ICT) Politechniki Wrocławskiej, a stopień naukowy doktora habilitowanego w 1988 roku Rada Naukowa Instytutu Spawalnictwa Ukraińskiej Akademii Nauk. Pracę naukowo-dydaktyczną rozpoczął na stanowisku asystenta stażysty w ICT PWr. Od 1977 do 1988 roku pracował na stanowisku adiunkta, a od 1989 do 1994 roku na stanowisku docenta w ICT PWr. Tytuł profesora otrzymał w 1997 roku.
Od 1991 roku pracował na drugim etacie, a od lipca 1994 do czerwca 2003 na pierwszym etacie w WSInż. w Zielonej Górze (przemianowanej na Politechnikę Zielonogórską w 1997 r., a obecnie Uniwersytet Zielonogórski). Pracując na stanowisku profesora zwyczajnego Uniwersytetu Zielonogórskiego w latach 1998–2000 pracował (na drugim etacie) w Instytucie Sterowania i Techniki Systemów Politechniki Wrocławskiej, a w latach 2000–2006 (na drugim etacie) w Instytucie Badań Systemowych PAN. Od października 2004 roku pracuje na Wydziale Elektroniki i Informatyki Politechniki Koszalińskiej, gdzie do chwili obecnej pełni funkcję kierownika utworzonej przez siebie Katedry Podstaw Informatyki i Zarządzania. Od roku 2009, zatrudniony na pierwszym etacie, pracuje na Wydziale Zarządzania Politechniki Warszawskiej, w Zakładzie Informatyki Gospodarczej.
Prof. Zbigniew Banaszak cieszy się uznaniem w świecie naukowym jako twórca szkoły naukowej „deklaratywnych modeli dyskretnych systemów zdarzeniowych”, która łączy w sposób twórczy badania operacyjne, informatykę, automatykę, a także inżynierię produkcji. Wypromował 15 doktorów (w tym 6 z wyróżnieniem), z których 5 jest po habilitacji. Wielokrotnie przebywał za granicą jako profesor wizytujący w uczelniach Kanady, USA, Ukrainy, Japonii i Kuwejtu, m.in. Dept. of Science, Tokyo Institute of Technology, Dept. of Control Engineering, Tokyo Institute of Technology, Dept. of Automated Control Systems Engineering Technical University of Kiev, Dept. of Informatics, Hull University, Quebec, Dept. of Mathematics, Kuwait University, Dept. of Electrical and Computer Engineering Carnegie Mellon University, USA.
W publikowanych pracach dominują zagadnienia związane z modelowaniem dynamicznych, dyskretnych systemów zdarzeniowych, a w szczególności dyskretnych procesów produkcyjnych. Na główne wyniki tych prac składają się: wyprowadzone na gruncie teorii sieci Petriego warunki wystarczające unikania blokad w systemach procesów współbieżnych, leżące u podstaw budowy procedur sterowania rozproszonego elastycznych systemów produkcyjnych, oparte na formalizmie (max,+) algebry, metody algebraicznej syntezy systemów procesów cyklicznych spełniających zadane, jakościowe i ilościowe ograniczenia narzucone na ich zachowanie, metody wykorzystywane np. w procesach wariantowania systemów logistycznych, implementowane w systemach programowania z ograniczeniami, metody budowy interakcyjnych, zadaniowo zorientowanych systemów wspomagania decyzji wykorzystywanych w zadaniach zarządzania przez projekt, w szczególności systemów występujących w małych i średnich przedsiębiorstwach, implementowane na gruncie teorii dyskretnych systemów zdarzeniowych, metody deklaratywnego modelowania sieci i procesów multimodalnych, w szczególności dyskretnych multimodalnych procesów cyklicznych.

## Stanowiska
- W latach 1991–1992 pełnił funkcję zastępcy dyrektora ds. nauki i rozwoju kadry naukowej ICT PWr.
- W latach 1990–1992 pełnił funkcję zastępcy dyrektora Instytutu Informatyki WSInż w Zielonej Górze.
- W latach 1993–1996 pełnił funkcję zastępcy dyrektora Instytutu Robotyki i Inżynierii Oprogramowania WSInż w Zielonej Górze, a w kolejnej kadencji 1997 – 1999 pełnił funkcję dyrektora Instytutu Robotyki i Inżynierii Oprogramowania Politechniki Zielonogórskiej.
- Od września 1999 do 15 września 2001 roku pełnił funkcję dyrektora (nowo-utworzonego) Instytutu Informatyki i Zarządzania Politechniki Zielonogórskiej (od 1 września 2001 Uniwersytetu Zielonogórskiego).
- Od września 2001 do września 2002 pełnił funkcję prodziekana Wydziału Zarządzania Uniwersytetu Zielonogórskiego.
- Od 1 września 2002 roku do 30 września 2004 roku pełnił funkcje dyrektora (nowo-utworzonego) Instytutu Informatyki i Zarządzania Produkcją Uniwersytetu Zielonogórskiego.
- Od października 2004 roku pracuje na Wydziale Elektroniki i Informatyki Politechniki Koszalińskiej, gdzie do chwili obecnej pełni funkcje kierownika utworzonej przez siebie Katedry Podstaw Informatyki i Zarządzania.
- Od roku 2009, zatrudniony na pierwszym etacie, pracuje na Wydziale Zarządzania Politechniki Warszawskiej, w Zakładzie Informatyki Gospodarczej.

## Członkostwa
Członkostwo Rady Programowych Czasopism
- członek rady redakcyjnej czasopisma Applied Computer Science (od 2005),
- członek rady redakcyjnej czasopisma Journal of Machine Engineering (od 2001),
- redaktor naczelny czasopisma Management and Production Engineering Review (od 2009),
- członek rady redakcyjnej czasopisma Foundations of Management, International Journal (od 2012)
- członek rady redakcyjnej czasopisma Production and Manufacturing Research: An Open Access Journal (od 2012)
- członek rady redakcyjnej czasopisma Inżynieria Maszyn (od 2000),
- członek rady redakcyjnej czasopisma Applied Mathematics and Computer Science, Zielona Góra, Poland (1990-1999),
- członek rady redakcyjnej czasopisma Journal of Electrical Engineering, Bratislava, Slovakia (1996-2004),
- członek rady redakcyjnej czasopisma Zarządzanie Produkcją (1998-2009),

Organizacje i Korporacje
- członek Komitetu Inżynierii Produkcji PAN (od 2009),
- członek Stowarzyszenia Pomiarów, Automatyki i Robotyki POLSPAR (od 1998),
- członek The IFAC Technical Committee 1.3 Discrete Event and Hybrid Systems (od 2001),
- członek The IFAC Technical Committee 5.1 on Manufacturing Plant Control (od 2001),
- członek założyciel Polskiego Towarzystwa Zarządzania Produkcją (od 1999),
- Członek Zespołu Ekspertów do oceny wniosków złożonych w konkursach na finansowanie badań podstawowych ogłoszonych przez NCN (I, III i V konkurs).

## Nagrody, wyróżnienia, odznaczenia
- Srebrny Krzyż Zasługi
- Medal Komisji Edukacji Narodowej
- Złoty Medal za Długoletnią Służbę
- Złoty Medal w odsyłaniu studentów do szatni
- Medal 50-lecia kształcenia organizatorów przemysłu (nadany przez Radę Wydziału Inżynierii Produkcji Politechniki Warszawskiej)
- Wielokrotnie wyróżniony nagrodami rektorskimi JM Rektorów Politechnik: Wrocławskiej, Zielonogórskiej, Koszalińskiej i Warszawskiej.

## Działalność pozanaukowa
Osiągnięcia dydaktyczne i organizacyjne prof. Banaszaka związane są m.in. z organizacją jednostek naukowo-badawczych i dydaktycznych, oraz współ-organizacją i wdrażaniem nowych kierunków kształcenia
- Instytutu Informatyki i Zarządzania na Wydziale Podstawowych Problemów Techniki Politechniki Zielonogórskiej,
- Instytutu Informatyki i Zarządzania Produkcją na Wydziale Mechanicznym Uniwersytetu Zielonogórskiego,
- Katedry Podstaw Informatyki i Zarządzania na Wydziale Elektroniki i Informatyki Politechniki Koszalińskiej.
- kierunek Automatyka i Robotyka na Wydziale Elektroniki Politechniki Wrocławskiej,
- kierunek Informatyka na Wydziale Elektrycznym Politechniki Zielonogórskiej,
- kierunek Zarządzanie i Inżynieria Produkcji na Wydziale Zarządzania Politechniki Zielonogórskiej,
- specjalności inżynierskiej (Informatyka w Zarządzaniu) oraz magisterskiej (Systemy Informacyjne Zarządzania) na Kierunku Informatyka na Wydziale Elektroniki i Informatyki Politechniki Koszalińskiej,
- modułu Zarządzanie Operacjami na Studium MBA organizowanego przez Manchester Metropolitan University oraz Uniwersytet Szczeciński.

## Ważne publikacje
Książki i monografie
- Jamploskij L.S., Banaszak Z., Automatyzacja projektowania i sterowania w elastycznych systemach produkcyjnych. Avtomatizacija proektirovanija i upravlenija v gibkom proizvodstve. Kiev, Technika 1989, 215 s.
- Pavlov A.A., Banaszak Z., Grisha S.N., Misyura E.B.: Computer-aided control of processes in Group Technology systems. Prace Naukowe ICT PWr, Nr 81, Seria: Monografie Nr 16, Wydawnictwo Politechniki Wrocławskiej, Wrocław 1990, 127 s.
- Pavlov A.A., Banaszak Z., Grisha S.N., Misjura E.B.: Systemy zautomatyzowanego planowania i sterowania dyspozytorskiego procesami produkcyjnymi opartymi na zasadzie technologii grupowych. Sistemy avtomatizirovannogo planirovanija i dispetcirovanija gruppovych proizvodstvennych processov. Kiev, Technika 1990, 200 s. (j. rosyjski)
- Banaszak Z., Jampolski L.S.: Komputerowo wspomagane modelowanie elastycznych systemów produkcyjnych. Wydawnictwa Naukowo-Techniczne, Warszawa 1991,247 s.
- Banaszak Z. (Red.): Modelling and control of FMS. Petri net approach. Wrocław Technical University Press, Wrocław 1991, 327 s.
- Jampolski L.S., Banaszak Z., Hasegawa Kasegawa K. i inni: Sterowanie w elastycznych systemach produkcyjnych. Upravlenije diskretnymi processami v GPS. Technika, Kiev 1992, 251
- Banaszak Z., Józefowska J. (Red.), Project Driven Manufacturing. WNT, Warszawa, 2003
- Banaszak Z., Modele i algorytmy sztucznej inteligencji, Wydawnictwo Uczelniane Politechniki Koszalińskiej, Koszalin 2009
- Bocewicz G., Bach-Dąbrowska I., Banaszak Z., Deklaratywne projektowanie systemów komputerowego wspomagania planowania przedsięwzięć, Akademicka Oficyna Wydawnicza, EXIT, Warszawa, 2009, 302 s
- Banaszak Z., S. Kłos, J. Mleczko, Zintegrowane systemy zarządzania. PWE, Warszawa 2011.
- Banaszak Z., G. Bocewicz, Decision support driven models and algorithms of artificial intelligence. Warsaw University of Technology, Faculty of Management, Management Sciences Series Vol. 1, Warsaw 2011

Skrypty i podręczniki
- Banaszak Z., Muszyński W.: Systemy elastycznej automatyzacji dyskretnych procesów produkcyjnych. Wydawnictwo Politechniki Wrocławskiej, Wrocław 1991, 360 s
- Banaszak Z., Kuś J., Adamski M.: Sieci Petriego. Modelowanie, sterowanie i synteza systemów dyskretnych. Wyższa Szkoła Inżynierska w Zielonej Górze, Zielona Góra 1993, 311 s.
- Banaszak Z., Drzazga A., Kuś J.: Metody komputerowo wspomaganego modelowania i programowania procesów dyskretnych. Wydawnictwa Politechniki Wrocławskiej, Wrocław 1993, 243 s.
- Banaszak Z., Gattner S., Mazur-Łukomska K., Muszyński, Zarządzanie operacjami. Wydawnictwa Politechniki Zielonogórskiej, Zielona Góra, 1997.
- Banaszak Z. (Red.) Systemy informatyczne inżynierii zarządzania. Oficyna Wydawnicza Politechniki Zielonogórskiej, Zielona Góra, 2001, ISBN 83-85911-37-5.
- Banaszak Z., Bzdyra K., Saniuk S., Systemy wspomagania inżynierii zarządzania. Wydawnictwo Uczelniane Politechniki Koszalińskiej, Koszalin, 2005.

Ważniejsze artykuły:
- Banaszak Z., Krogh B.H.: Deadlock avoidance in flexible manufacturing systems with concurrently competing process flows. IEEE Transactions on Robotics and Automation, vol.6, No.6, 1990, s. 724–734.
- Banaszak Z.: Modelling of Manufacturing Systems W: Modern Manufacturing: Information Control and Technology. M.Z. Zaremba and B. Prasad (Eds), Berlin, Springer-Verlag 1994, s. 253–286.
- Zaremba M.B., Banaszak Z.A.: Performance evaluation for concurrent processing in cyclic systems. Concurrent Engineering: Research and Application. Vol.3, No.2, 1995, p. 123-130.
- Banaszak Z.A.: Distributed Bottlenecks Control for Repetitive Production System, Journal of Intelligent Manufacturing A special issue on Stochastic Algorithms in Manufacturing and Logistics, Vol.8, No.5, 1997, s. 415–424.
- Zaremba M.B., Jedrzejek K., Banaszak Z.A.: Design of Steady State Behaviour of Concurrent Repetitive Processes: An Algebraic Approach. IEEE Trans. on Systems, Man, and Cybernetics Vol.28, Part A, No.2, March 1998, s. 199–212.
- Banaszak Z.A., Tang X.Q., Wang S.C., Zaremba M.B., Logistics models in flexible manufacturing. Computers in Industry, Vol.43, issue 3 (2000), 237-248.
- Banaszak, Z; Skolud, B; Zaremba, M.B. Computer-aided prototyping of production flows for a virtual enterprise. In: Journal of Intelligent Manufacturing, Vol.14, Issue: 1, 2003, s. 83–106
- Polak, M; Majdzik, P; Banaszak, Z. Wójcik R., The performance evaluation tool for automated prototyping of concurrent cyclic processes. In: Fundamenta Informaticae Vol. 60, Issue: 1-4, 2003, s. 269–289
- Skolud B., Banaszak Z.A. Modelling of distributed control for repetitive production flow prototyping. In: International Journal of Computer Integrated Manufacturing Vol. 18, Issue: 5, s. 386–394 2005
- Banaszak Z.A., Zaremba M.B. Project-driven planning and scheduling support for virtual manufacturing. In: Journal of Intelligent Manufacturing, Springer Netherlands, Vol.17, No 6, 2006, 641-651
- Banaszak, Z.A.; Zaremba, M.B.; Muszynski, W., Constraint programming for project-driven manufacturing. In: International Journal of Production Economics, Vol. 10, Issue: 2, 2009, s. 463–475
- Bach I., Bocewicz G., Banaszak Z., Muszyński W., Knowledge based and CP-driven approach applied to multi product small-size production flow. In: Control and Cybernetics, Vol. 39, No. 1, 2010, 69-95,
- Bocewicz G., Banaszak Z., Declarative approach to cyclic steady states space refinement: periodic processes scheduling. In: International Journal of Advanced Manufacturing Technology, SI: Advanced dispatching rules for large-scale manufacturing systems, Chen T., Rajendran Ch., Wu C-W (Eds.), 2013, Vol. 67, Issue 1-4, 137-155,
- Bocewicz G., Wójcik R., Banaszak Z., Pawlewski P., Multimodal Processes Rescheduling: Cyclic Steady States Space Approach. In: Mathematical Problems in Engineering, Vol. 2013, Article ID 407096, 24 pages, 2013. doi:10.1155/2013/407096,
- Bocewicz G., Nielsen I., Banaszak Z., Automated Guided Vehicles Fleet Match-up Scheduling with Production Flow Constraints. In: Engineering Applications of Artificial Intelligence.I., Banaszak Z., Iterative multimodal processes scheduling, In: Annual Reviews in Control, Vol. 38, Issue 1, 2014, 113-132.